# Amt Aerzen
Das Amt Aerzen war ein historisches Verwaltungsgebiet des Fürstentums Calenberg, später des Königreichs Hannover mit Sitz in Aerzen.

## Geschichte
Die Burg Aerzen wird 1283 erstmals genannt. Sie war Besitz der Grafen von Everstein und entwickelte sich bis Mitte des 14. Jahrhunderts zum Mittelpunkt eines größeren Amtsbezirks. 1408 fiel das Amt mit der Grafschaft Everstein an die Welfen (Fürstentum Calenberg) und war in der Folgezeit meist verpfändet. Erst um 1660 ging es endgültig in landesherrliche Verwaltung über. 
Nach der französisch-westphälischen Herrschaft wurde das Amt wiederhergestellt und 1823 mit dem Amt Lachem und der Stadtvogtei Hameln zum Amt Hameln vereinigt. Bei der Justizreform von 1852 blieb in Aerzen ein Amtsgericht bestehen, dessen Sprengel im Wesentlichen dem alten Amt entsprach. 1854 wurde es wieder als volles Amt verselbständigt, ging aber 1859 endgültig im Amt Hameln und 1885 im Kreis Hameln auf.

## Umfang
Bei seiner Aufhebung (1859) umfasste das Amt folgende Gemeinden:
| - Aerzen - Amelgatzen - Dehmke - Dehrenberg - Deitlevsen | - Gellersen - Grießem - Groß Berkel - Grupenhagen - Hämelschenburg | - Königsförde - Laatzen - Multhöpen - Reher | - Reinerbeck - Schwöbber - Selxen - Welsede |

- Karte mit allen verlinkten Seiten:
- OSM |
- WikiMap

## Amtmänner
- vor 1625: Friedrich Schrader, Oberamtmann
- vor 1725: Jobst Heinrich Voigt (1650–1725), Oberamtmann
- 1818–1822: Johann Wilhelm Müller, Oberamtmann
- 1822–1823: Christoph von Kaufmann, Amtsassessor
- (1854) 1855–1858: Georg Otto Carl Arthur Heise, Amtmann
- 1858–1859: Hermann Heinrich Ludwig Rotermund, Oberamtmann